# Lee Da-hae
Lee Da-hae (wirklicher Name: Byun Da-hye, * 19. April 1984) ist eine südkoreanische Schauspielerin.

## Leben
Lee Da-hae lebte während ihrer Jugend für fünf Jahre in Sydney (Australien) zusammen mit ihrer Familie. Später kehrte sie mit ihrer Mutter nach Seoul zurück, um ihre Schauspielkarriere weiter zu verfolgen. Ihr älterer Bruder und ihr Vater leben weiterhin in Sydney. Sie studierte an der Konkuk University.

### Karriere
Ihre erste Rolle hatte Lee in der Serie Ring Ring. Danach hatte sie kleinere Rollen in diversen Sendungen. Populär wurde sie schließlich 2004 durch die Dramaserie Sweet 18. 2008 spielte sie eine Hauptrolle in der populären Serie East of Eden, jedoch musste sie diese aufgrund von Gesundheitsproblemen nach 40 Folgen verlassen. In der Serie geht ihre Rolle Min Hye-rin in die USA, um dort zu studieren. 2010 spielte sie die weibliche Rolle in der erfolgreichen Dramaserie Chuno an der Seite von Jang Hyuk. 2013 spielt sie wieder an seiner Seite die Hauptrolle in IRIS 2.
2012 spielte Lee in dem chinesischen Drama Love Actually mit.

## Filmografie

### Filme
- 2011: String Song (현의 노래)

### Fernsehen
- 2002: Ring Ring (내사랑 링링, MBC)
- 2003: Good News (기쁜 소식, MBC)
- 2004: Sweet 18 (낭랑18세, KBS)
- 2004: Lotus Flower Fairy (왕꽃 선녀님, MBC)
- 2005: Green Rose (그린 로즈, SBS)
- 2005: My Girl (마이걸, SBS)
- 2007: Hello! Miss (헬로! 애기씨, KBS)
- 2007: Robber (불한당, SBS)
- 2008: East of Eden (에덴의 동쪽, MBC)
- 2010: Chuno (추노, KBS)
- 2010: The Fugitive: Plan B (도망자 플랜 B, KBS)
- 2011: Miss Ripley (미스 리플리, MBC)
- 2012: Love Actually (愛的蜜方, Hunan TV)
- 2013: IRIS 2 (아이리스2, KBS)